# Gschnitzer Tribulaun
Der Gschnitzer Tribulaun ist ein 2946 m ü. A.  hoher Berg in den östlichen Stubaier Alpen. Der Berg erhebt sich im Tribulaunkamm, der aus Hauptdolomit aus der Trias aufgebaut ist und auf einem kristallinen Urgesteinssockel aus Gneisen, Amphiboliten und phyllitischen Glimmerschiefern aufliegt. Der Gschnitzer Tribulaun ist Teil des Alpenhauptkamms. Seit 1919 verläuft über den Gipfel die Grenze zwischen Österreich und Italien. In Norden liegt das Gschnitztal in Tirol, im Süden das Pflerschtal in Südtirol. Der Gschnitzer Tribulaun ist etwas niedriger als der benachbarte und südwestlich gelegene  Pflerscher Tribulaun, aber leichter zu besteigen. Ein häufig gewählter Ausgangspunkt für eine Tour auf den Gschnitzer Tribulaun ist die nördlich gelegene österreichische Tribulaunhütte. Von dort erfolgt der markierte Aufstieg in 2½ bis 3 Stunden über steile Schuttfelder des Schneetals zunächst in die westlich der Schneetalscharte (2642 m) gelegene Einsattlung und von dort über eine Steilstufe mit Seilsicherungen (I) auf den breiten Südrücken. In die Schneetalscharte führt auch ein markierter Steig von Süden aus dem Pflerschtal oder der italienischen Tribulaunhütte. Dieser Anstieg bedeutet aber die Bewältigung von deutlich mehr Höhenmetern bzw. die Umrundung des Pflerscher Tribulauns auf der Südseite.

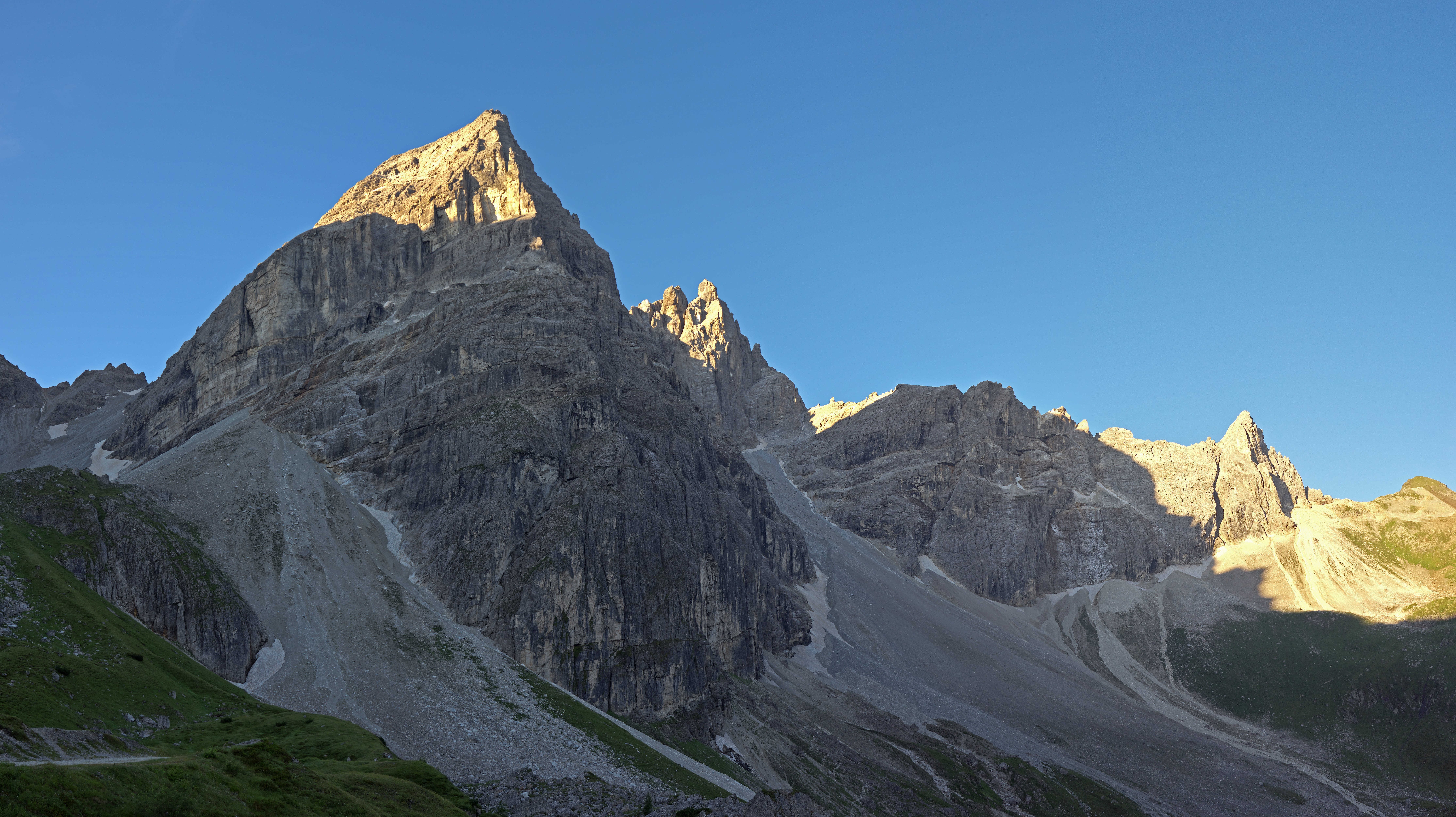
Gschnitzer Tribulaun (links), Ansicht von der österreichischen Tribulaunhütte
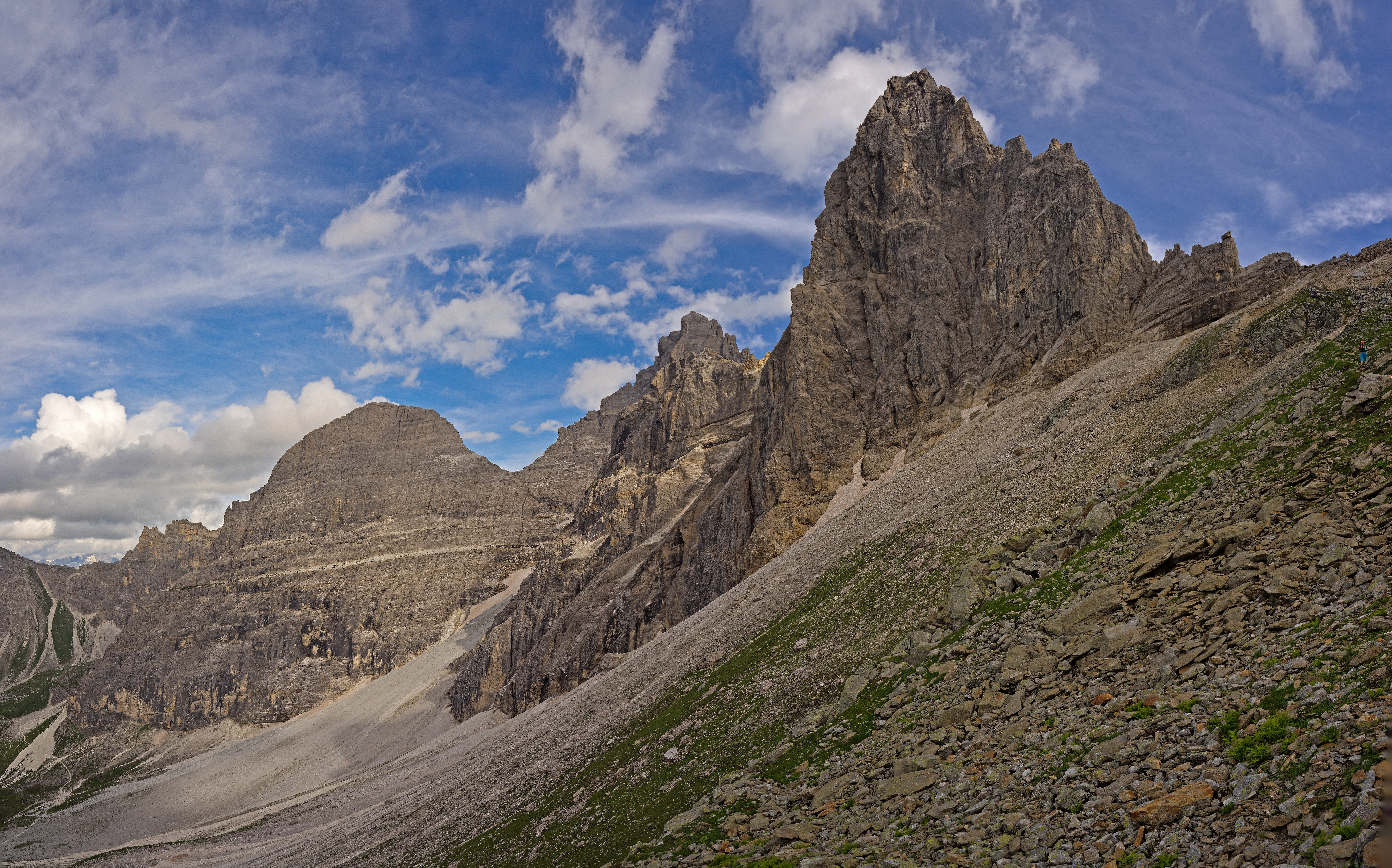
Gschnitzer Tribulaun (links), Ansicht von unterhalb des Sandesjöchls
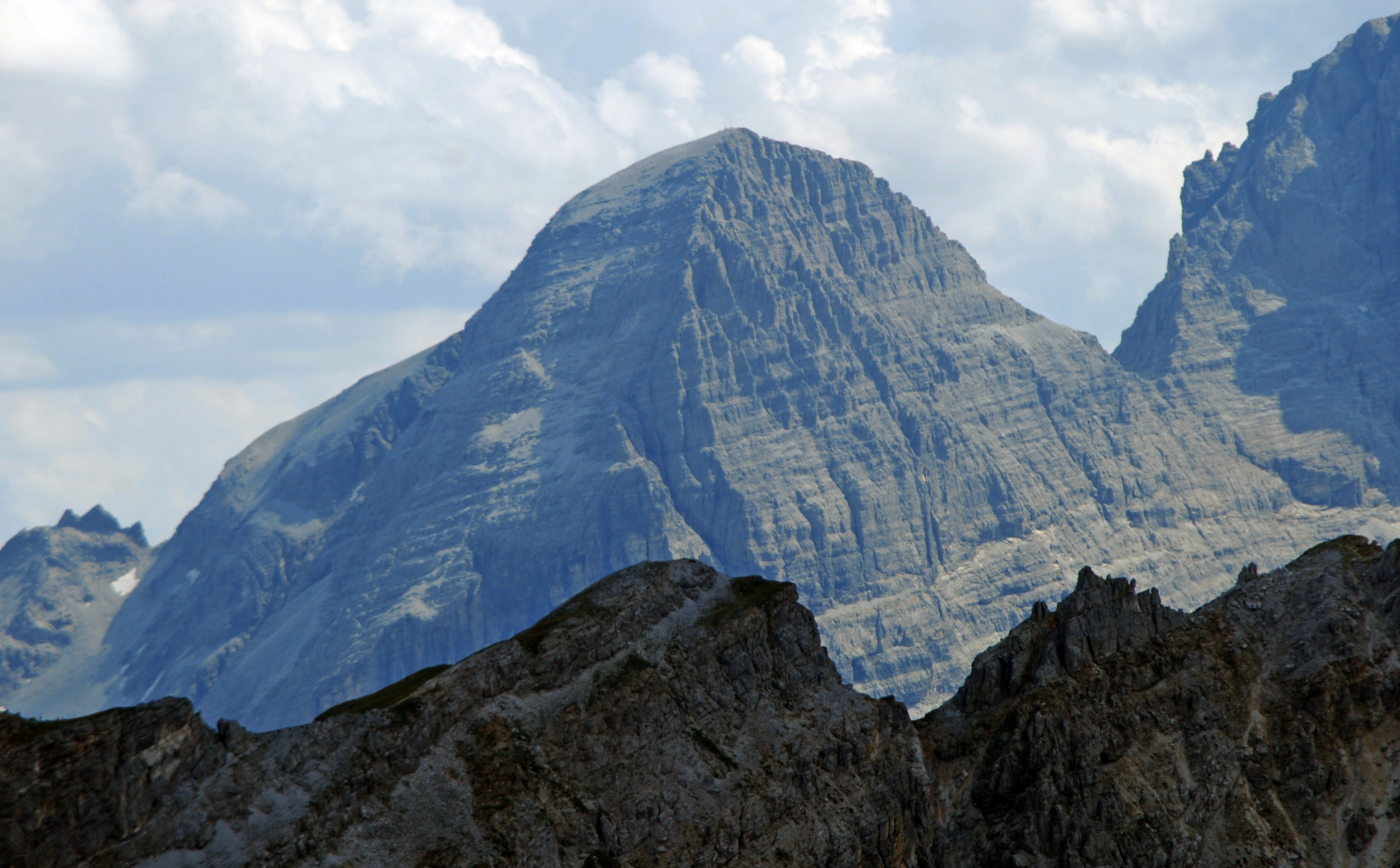
Ansicht von Norden
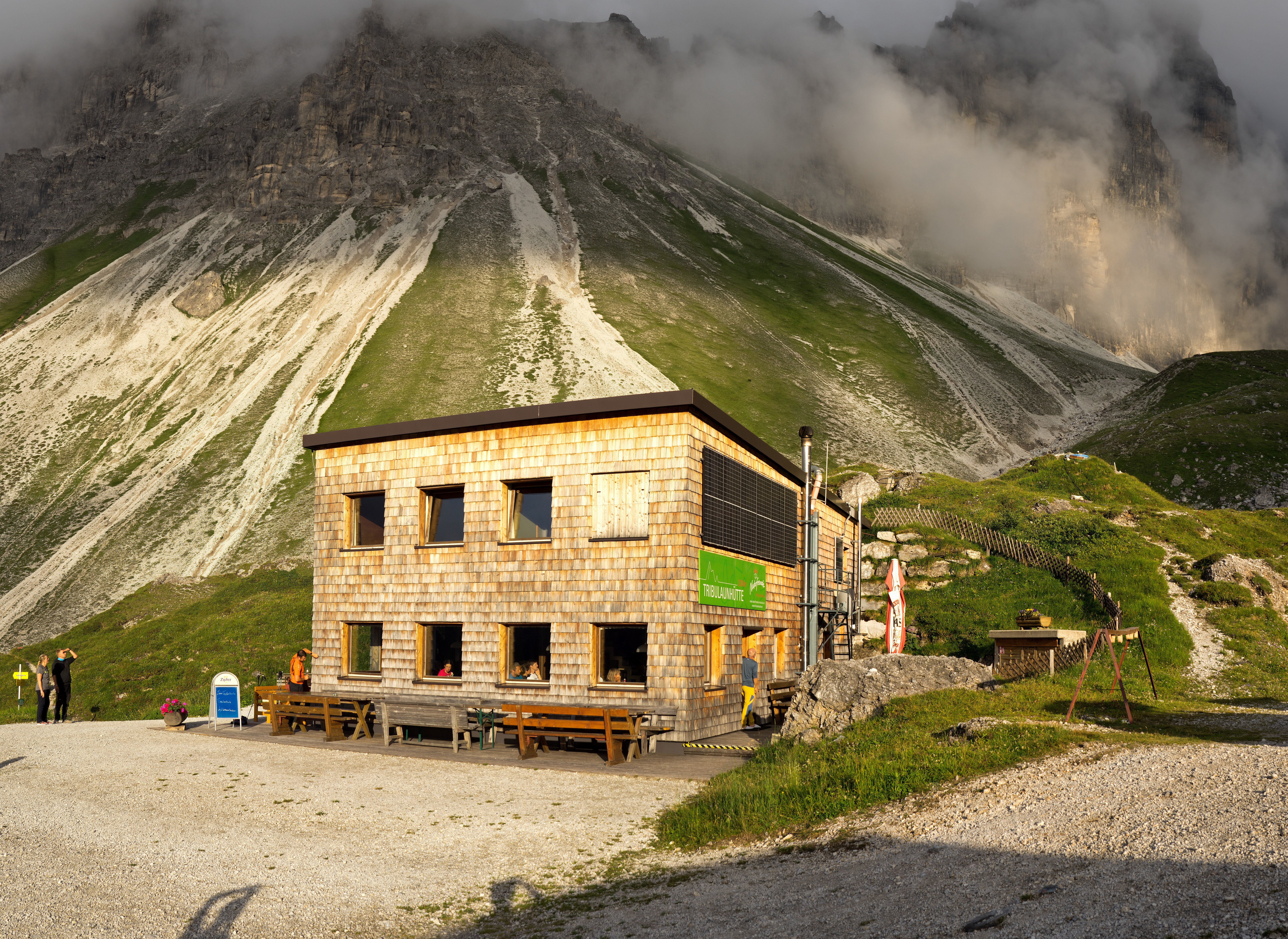
Österreichische Tribulaunhütte